# 切罗基国
切罗基国（英語：Cherokee Nation）是一个位于北美洲、具有法律地位的原住民自治政府，存在于1794年—1907年。居住在其中的人民通常将其简称为“国”。该政府在1907年被实际解散，此前其土地权利已被终止，为俄克拉荷马州加入联邦做准备。20世纪后期，切罗基人重建一个拥有独立司法权的现代政府，也称为切罗基国。2020年7月9日，美国最高法院裁定，穆斯科吉国（也包括切罗基国）在土地分配和俄克拉荷马州建立之前从未被正式废除。
历史上的切罗基国由以下几类人组成：居住在夸拉边界和美国东南部的切罗基人；自1820年左右自愿从美国东南部迁往印第安领地的“老定居者”；1830年代在《印第安人迁移法案》推动下，被联邦政府强制通过“眼泪之路”迁移的切罗基人、纳奇兹人、勒纳佩人和肖尼人的后裔；以及在南北战争后奴隶解放之后，切罗基自由人及其后代。该国曾被承认为一个拥有主权的政府。由于其多数领导人在南北战争中支持美利堅聯盟國，战后联邦政府要求与之签订新的和平条约，并规定必须解放切罗基奴隶。在该时期，切罗基领地部分地区由美军占领。
19世纪末，美国国会通过《道斯法案》，旨在推动印第安人同化并废除部落政府，但该法最初未适用于所谓的“文明五部落”。1898年的《柯蒂斯法案》将《道斯法案》的条款扩展至这五大部族，为1907年俄克拉荷马建州做准备。该法规定将部落土地分配给个人，并授权联邦政府认定各部族的成员资格。《柯蒂斯法案》还规定，印第安领地的居民可在地方选举中行使投票权。根据1901年3月3日通过的联邦法律（第31卷法律汇编，第1447号），1901年居住在印第安领地的切罗基人获得美国公民身份。